# Gruppo PAM
Il Gruppo PAM S.p.A. è un'azienda italiana fondata nel 1958 operante nella grande distribuzione, attiva anche nella ristorazione, ed è interamente controllata dalla holding finanziaria Gecos S.p.A.
La sede legale del gruppo è a Venezia, quella amministrativa è a Spinea in provincia di Venezia.
Il nome PAM è acronimo di Più A Meno.

## Storia

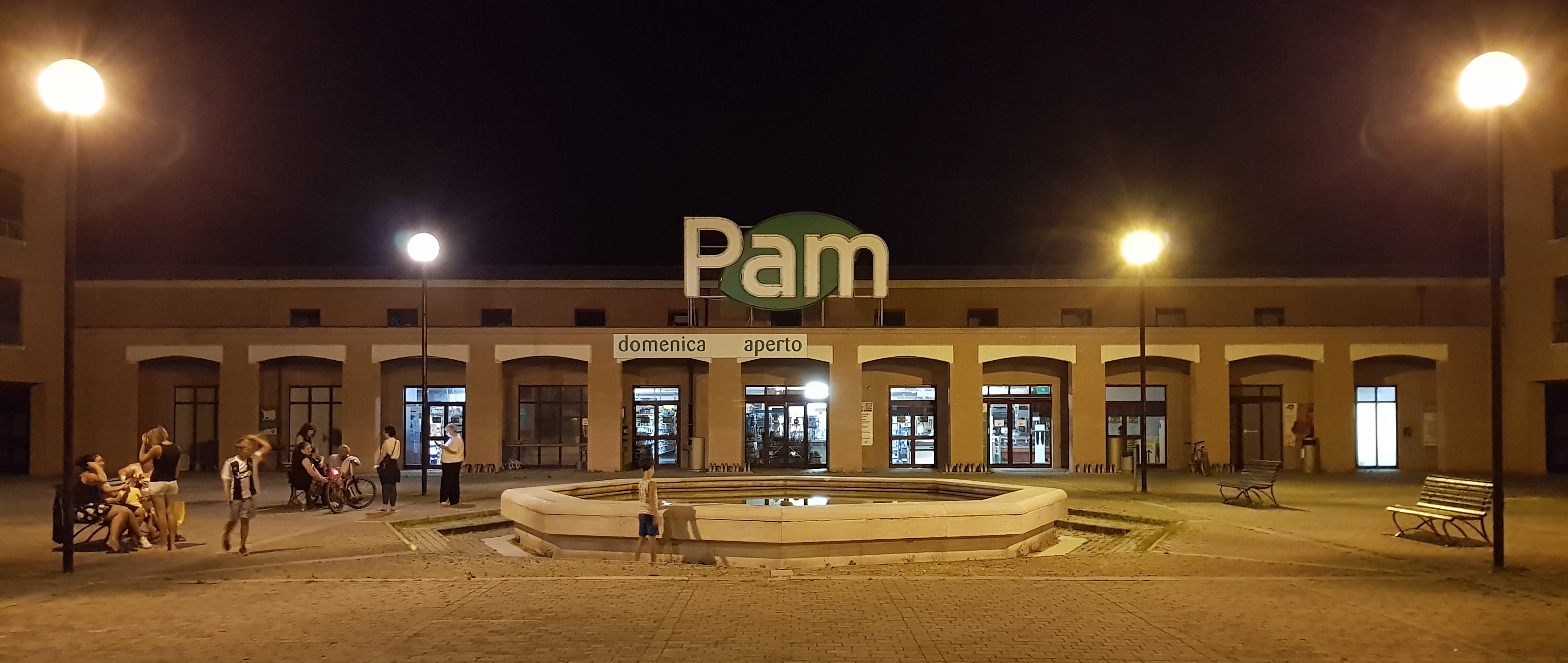
Supermercato Pam a San Giovanni Valdarno

Il primo supermercato PAM venne fondato il 5 marzo 1958 da Tito Bastianello, Giovanni Paolo Giol e Giancarlo Dina, che aprirono il primo supermercato a Padova, nel Veneto. Nel 1968 la società finanziaria La Centrale acquisì il 45,9% del capitale del gruppo, salendo poi al 51% (e arrivando così a detenerne la maggioranza) nel 1970, partecipazione successivamente ceduta. Nel corso degli anni, grazie ad acquisizioni di altri marchi, Il Gruppo PAM ha allargato l'area operativa nel paese arrivando a 1035 punti vendita nel 2020 e avviando anche un'attività di ristorazione con l'apertura nel 1975 a Trieste del ristorante Brek, il primo di una catena.
Dopo la scomparsa di Giovanni Paolo Giol alla fine del 2013, la famiglia Giol decide di uscire nell'ottobre 2014 cedendo la propria quota (pari al 32,2%) alle altre famiglie fondatrici (i Bastianello con il 41,8%, la famiglia Dina con circa il 10%).

## Società del Gruppo PAM
Dal gennaio 2011, dopo la fusione per incorporazione della Panorama S.p.A. nel gruppo e successivo scorporo, le società del Gruppo PAM, che ne è socio unico, sono le seguenti:
- Pam Panorama S.p.A. che controlla gli ipermercati Panorama e i supermercati PAM e PAM Local
- IN's mercato S.p.A. nel settore discount
- PAM Franchising S.p.A. nel settore franchising
- Alla fine del 2015 Cibis S.p.A., la società che controlla i ristoranti, i caffè e le focaccerie a marchio Brek, è stata ceduta alla famiglia Spagnoli di Firenze.[6]

### Settore ipermercati: Panorama
Gli ipermercati Panorama (dal 2011 appartenenti alla Pam Panorama S.p.A.), traggono le loro origini nei primi anni ottanta quando il Gruppo PAM operava nel settore degli ipermercati con un punto vendita a insegna Ipermercato Pam a Vicenza, che qualche anno dopo verrà ribattezzato Silos (in origine marchio appartenente a Group Italia, società attiva nel settore della grande distribuzione rilevata dopo il suo fallimento da Gruppo PAM agli inizi degli anni ottanta). Fino ai primi anni novanta vennero effettuate altre aperture per un totale di sette punti vendita: Vicenza, Treviso, Latina, Roma Aurelia, Roma Laurentina, Roma Tiburtina e Parma (quest'ultimo era l'unico a essere inserito in un centro commerciale).
Nel 1984 il Gruppo PAM costituisce una joint venture paritetica con il gruppo Selefin (Coin-Oviesse) che prevede la realizzazione di ipermercati e centri commerciali a marchio Panorama al Nord e Centro Italia e Mongolfiera in Puglia. Questi ultimi vennero ceduti nei primi anni novanta alla Coop. Il marchio Mongolfiera identifica ancora oggi i centri commerciali presenti in Puglia, all'interno dei quali però operano degli Ipercoop.
Il primo punto vendita a marchio Panorama venne aperto a Marghera nel 1984, seguito nel 1988 da San Mauro Torinese.
Negli anni successivi l'azienda comincia a espandersi nell'Italia centrale, aprendo nel 1992 a Roma un primo ipermercato a insegna Panorama all'interno del centro commerciale I Granai.
Nel 1995 si inaugura l'ipermercato di Formia presso il centro commerciale Itaca.
Nel 1996 si aprono i punti vendita di Sassuolo, del centro commerciale Latinafiori di Latina (chiuso poi nel 2021), e nuovamente a Roma sulla via Aurelia.
Nel 1997 è il turno del centro commerciale I gigli a Campi Bisenzio e dell'ipermercato di Udine. Inoltre, nell'anno si decide di unificare tutti gli ipermercati del Gruppo sotto l'insegna Panorama, convertendo quindi tutti i Silos d'Italia con l'eccezione del negozio di Latina (dapprima ceduto al gruppo Sigma, poi successivamente riceduto a Supermercati GS per divenire infine un centro bricolage OBI così da evitare la sovrapposizione con il più grande Panorama inaugurato a poca distanza qualche mese prima), e quelli di Treviso e Vicenza che mantengono la denominazione Silos ancora fino al 2005, quando il negozio di Treviso viene anch'esso convertito in Panorama (a causa del previsto ampliamento che avverrà nel 2008); il punto vendita di Vicenza diventa un Superstore PAM.
Nel maggio del 1999 viene aperto un nuovo punto vendita a Ostia (RM).
Nel 1999 viene ampliato il punto vendita di Roma Tiburtina (nato Silos).
Nel 2000 vengono aperti ipermercati ad Alatri e Pontedera.
Nel 2003 si inaugura l'ipermercato all'interno del Parco Commerciale Willorba di Fontane di Villorba, chiuso il 6 ottobre 2013 per essere trasferito, dal 24 ottobre, a Castrette di Villorba, a poche centinaia di metri, nel nuovo centro Commerciale di 20 000 m².
Nel 2004 viene aperto il punto vendita di Roma Boccea.
Nel 2006 vengono aperti tre ipermercati: uno a Pistoia, uno ad Ariccia (questo punto vendita è stato chiuso da parte del Comune il giorno seguente l'inaugurazione per un sospetto abuso edilizio e ha poi iniziato l'attività nel gennaio 2016) e uno a Castrette di Villorba, all'interno del quale è stato inizialmente ospitato un + x - Panorama; quest'ultimo rappresentava un nuovo format per il Gruppo, a metà strada tra un ipermercato tradizionale e un cash&carry, in cui i clienti ricevono uno sconto proporzionale al numero di pezzi acquistati. Il format però non riscontra il successo sperato e così il punto vendita viene chiuso nei primi mesi del 2008. La superficie, situata nell'ambito di una galleria commerciale di 20 000 m², è stata riaperta con la formula Panorama il 24 ottobre 2013.
Nel 2007 vengono inaugurati gli ipermercati Panorama all'interno del centro commerciale Romaest di Lunghezza e nel centro commerciale Cassino nell'omonima città in provincia di Frosinone.
Il 2009 segna l'apertura di un ipermercato ad Alessandria e di un secondo negozio a Udine.
Intorno ai primi anni 10 del 2000 vi era un punto vendita in Calabria a Crotone, unico punto vendita a marchio Panorama del sud Italia, gestito da un master franchising.
A fine 2016 il Pam Superstore di Nettuno (Roma) viene convertito all'insegna Panorama.
Nel 2021 il punto vendita di Latina presso il centro commerciale Latina Fiori viene ceduto e diviene Conad Superstore.
Tra il 2022 e il 2024, diversi ipermercati vengono ridotti di superficie per razionalizzare i costi, in particolare vengono ridotte le aree no food che vengono date in gestione a terzi (negozi di casalinghi o di abbigliamento).
Nel 2024 il negozio di Sassuolo (MO) viene ceduto al Gruppo veronese Rossetto.

#### Punti vendita
L'insegna è presente a Roma e nel centro-nord dell'Italia con 23 ipermercati; di seguito il dettaglio della presenza di Panorama:
| Regione               | Numero di negozi |
| --------------------- | ---------------- |
| Emilia-Romagna        | 1                |
| Friuli-Venezia Giulia | 2                |
| Lazio                 | 11               |
| Piemonte              | 2                |
| Toscana               | 3                |
| Veneto                | 3                |

### Settore Discount: IN's mercato

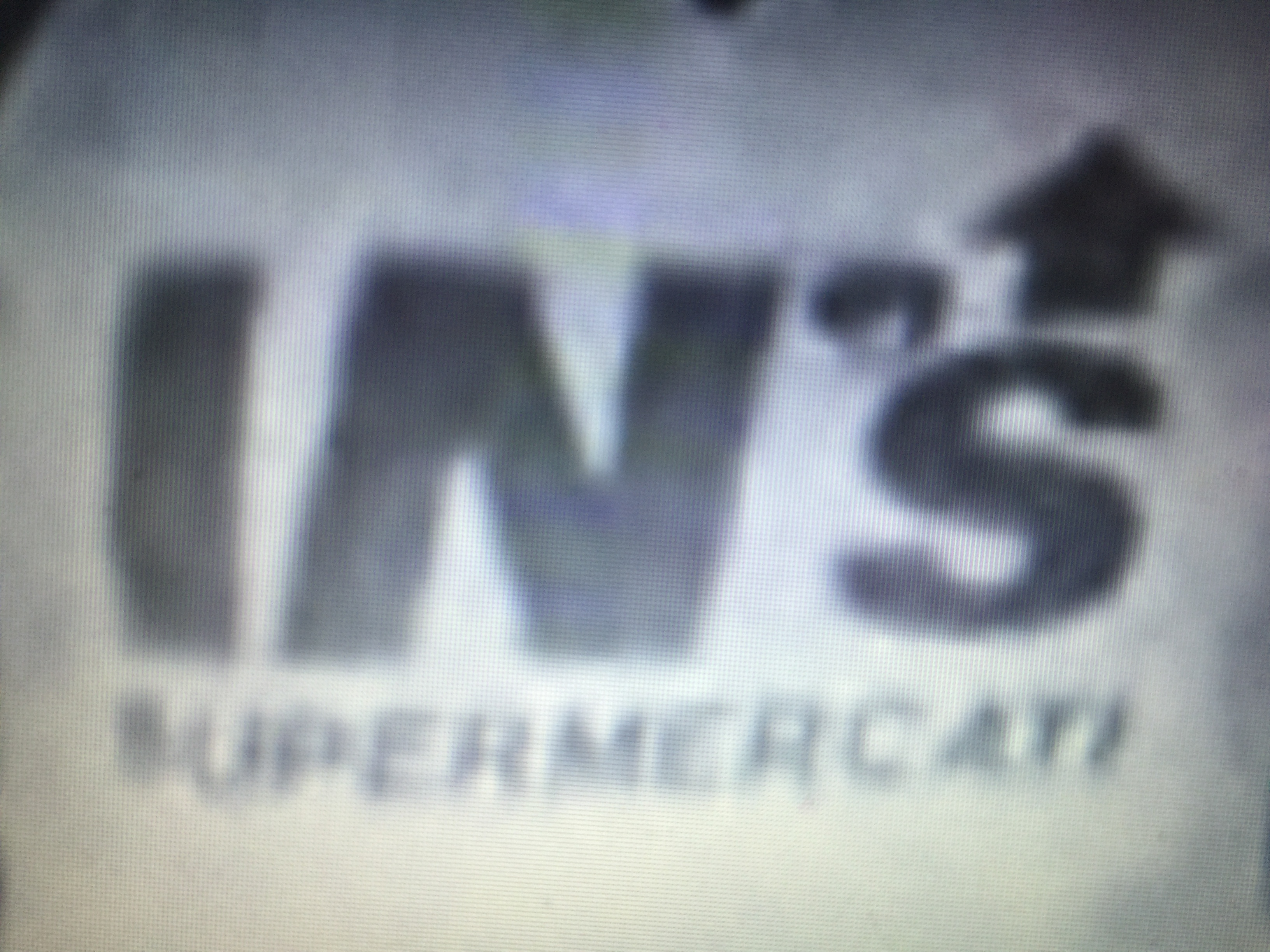
Logo originale di IN'S SUPERMERCATI

IN's mercato S.p.A., è la società di discount del Gruppo PAM, presente nell'Italia del nord (con l'eccezione del Trentino-Alto Adige) e del centro oltre 560 negozi, il che lo rende la quinta insegna a livello nazionale e il terzo tra i gruppi italiani del settore. Il primo IN's discount ha aperto i battenti a Mestre (VE), quartiere Carpenedo in viale Don Sturzo nel 1993; la dicitura IN's mercato e il logo a tre colori furono adottati successivamente. Nel logo originale della IN's, che all'inizio era in realtà una catena di supermercati tradizionali molto conosciuta a Roma, vi era inoltre una freccia sopra la "s".
È successivamente seguito un rapido sviluppo della rete, per la quale il Gruppo PAM ha voluto una totale differenziazione: diversi i depositi (IN's non usa, diversamente dalle altre società del gruppo, i depositi di gruppo PAM ma una propria rete di depositi).
Molti punti vendita IN's erano originariamente appartenenti alla catena di superette Metà Supernegozi, appartenente allo stesso Gruppo PAM. Un'altra consistente quota di punti vendita IN's proviene dall'acquisizione dei discount Plus, dal Gruppo tedesco Tengelmann avvenuta alla fine degli anni novanta. Il marchio originale IN's è di proprietà di Gruppo PAM fin dagli anni ottanta: IN's era infatti una catena di supermercati romana, fondata negli anni settanta da Remo Fiorucci e Gabriele Cetorelli e fallita nel 1981 dopo un rumoroso crack, il cui marchio e attività furono rilevate da Gruppo PAM nel 1982 e convertiti in Supermercati Pam. Alla stessa società controllante la vecchia IN's (Group Italia) facevano riferimento anche i vecchi ipermercati Silos (Alital s.p.a.), e i grandi magazzini Cip's, per un totale di 21 punti vendita tutti concentrati nell'area laziale.
Nell'aprile 2018 IN's acquisisce per 48 milioni, a base d'asta, 61 discount Dico-Tuodì in concordato preventivo dal dicembre 2017.

#### Punti vendita
Questo è il dettaglio della presenza di IN's Mercato:
| Regione               | Numero di negozi |
| --------------------- | ---------------- |
| Abruzzo               | 14               |
| Emilia-Romagna        | 50               |
| Friuli-Venezia Giulia | 20               |
| Lazio                 | 76               |
| Liguria               | 38               |
| Lombardia             | 89               |
| Piemonte              | 99               |
| Valle d'Aosta         | 1                |
| Veneto                | 62               |

Dall'aprile 2018 vanno aggiunti i 61 discount acquisiti da Dico-Tuodì.

#### Loghi storici

### Settore Supermercati: PAM
Il primo punto vendita aperto fu col marchio dei supermercati Pam, dal 2011 appartenenti alla Pam Panorama S.p.A. e venne inaugurato nel 1958 a Padova. I primi colori sociali erano il giallo e il blu, scelti perché colori del gonfalone della città di Spinea, originario quartier generale del Gruppo.
Negli anni settanta Supermercati Pam avvia una politica di sviluppo aprendo punti vendita, oltre che in Veneto, anche in Emilia-Romagna, Friuli-Venezia Giulia, Lombardia e Piemonte. In queste ultime due regioni lo sviluppo avviene grazie all'acquisizione della catena Max Market di Milano.
Negli anni ottanta Pam giunge nel Lazio assorbendo una catena locale denominata IN's (marchio che il Gruppo riutilizzerà poi, dal 1993, per la propria catena di hard discount) e in Liguria a Genova.
Supermercati Pam rileva nel 1999 la catena di supermercati Superal (allora presente con più di 50 punti vendita in Toscana, Umbria, Abruzzo e Lazio), dal 2004 convertita con il proprio marchio.
Nel 2005 Supermercati Pam ha ripreso il proprio sviluppo territoriale inaugurando il primo punto vendita a marchio Pam Superstore a Livorno, seguito di poco da Spinea (VE) (a fianco della sede centrale) e Vicenza (riconversione dell'esistente Silos) e da altre 23 tra nuove aperture e ristrutturazioni della rete Pam e Superal. La formula Superstore identifica i punti vendita con superfici tra i circa 2 500 e i 3 500 m². A cavallo tra il 2005 ed il 2006, il gruppo Pam rileva buona parte dei supermercati DiMeglio in Friuli-Venezia Giulia, affidandoli ad una gestione in franchising, tranne il Pam Superstore di Spilimbergo (PN), ubicato all’interno del Centro Commerciale Spilimbergo, che gestisce direttamente.
Erano presenti punti vendita anche in Sicilia e nella provincia di Lucca in Toscana, ma dal 2012 buona parte dei supermercati sono divenuti Conad, mentre gli altri sono stati ceduti ad altre aziende.

#### Punti vendita
Questo è il dettaglio della presenza di Pam:
| Regione               | Numero di negozi |
| --------------------- | ---------------- |
| Campania              | 52               |
| Emilia-Romagna        | 6                |
| Friuli-Venezia Giulia | 8                |
| Lazio                 | 12               |
| Liguria               | 6                |
| Lombardia             | 15               |
| Piemonte              | 17               |
| Toscana               | 24               |
| Trentino-Alto Adige   | 1                |
| Umbria                | 3                |
| Veneto                | 11               |

### Settore Convenience store: PAM Local
Nel 2013 ci sono state le prime aperture dei convenience store nei centri storici delle città con l'insegna Pam Local appartenenti a Pam Panorama S.p.A.

#### Punti vendita
Questo è il dettaglio della presenza di Pam Local:
| Regione               | Numero di negozi |
| --------------------- | ---------------- |
| Emilia-Romagna        | 12               |
| Friuli-Venezia Giulia | 1                |
| Lazio                 | 30               |
| Liguria               | 3                |
| Lombardia             | 15               |
| Piemonte              | 13               |
| Toscana               | 7                |
| Umbria                | 2                |
| Veneto                | 9                |

### Settore Prossimità urbana: PAM City
Nel 2019 viene aperto a Roma nel Centro Commerciale GranRoma il primo negozio PAM City, format di prossimità urbana, poi chiuso nel 2023.

### Settore Franchising: PAM Franchising
PAM Franchising S.p.A. è la società del Gruppo PAM che gestisce le affiliazioni commerciali con le formule di franchising diretto (agli imprenditori vengono fornite le merci e il marchio), somministrazione (mediante la semplice cessione delle merci) e il master Franchising (formula alla quale possono accedere intere catene, che utilizzano i marchi e le condizioni d'acquisto di Pam con possibilità di affiliare, a loro volta, altri imprenditori locali). È il caso ad esempio della campana RetailPro (affiliata a Pam nel 2020 e presente in Campania, Puglia, Molise).

#### Punti vendita
A luglio 2015 sono 151 i punti vendita affiliati che operano con le insegne Pam Express, Metà Supermercati (nata dalla ex catena di Superette Metà Supernegozi, in gestione diretta fino al 1999 e gradualmente passata in affiliazione) per le piccole superfici e Pam Club per le più grandi.

### Settore Ristorazione: Brek
Brek è un marchio di Cibis S.p.A., appartenuto al Gruppo PAM fino al 2015 e poi ceduto alla famiglia fiorentina Spagnoli.
È specializzato nella ristorazione, che raggruppa ristoranti, caffè e focaccerie, le cui origini risalgono al 7 agosto 1975 con l'apertura della prima caffetteria a Trieste. I locali sono presenti soprattutto in Piemonte, Lombardia e Veneto.
Opera con queste insegne:
- Brek Caffè è un bar caffetteria tradizionale,
- Brek Focacceria è una caffetteria specializzata in pizze e focacce,
- Brek Ristorante è un tradizionale ristorante self service free flow.
- Gustibus "amici della griglia" è un ristorante/wine bar.
- Tosto è una caffetteria/cioccolateria.

## Il Gruppo PAM
In totale il Gruppo PAM nel 2017 ha fatturato circa 2,4 miliardi di euro, in calo rispetto ai 2,5 miliardi del 2015 e in linea con i ricavi del 2016.
A gennaio 2019, ha circa 10 941 dipendenti e un totale complessivo di 386 punti vendita a gestione diretta e 199 in franchising, per un totale di 585 punti vendita distribuiti per la penisola in 13 regioni.
Ecco la suddivisione regionale:
| Regione               | Numero di negozi |
| --------------------- | ---------------- |
| Abruzzo               | 10               |
| Emilia-Romagna        | 65               |
| Friuli-Venezia Giulia | 55               |
| Campania              | 138 circa        |
| Lazio                 | 91               |
| Liguria               | 7                |
| Lombardia             | 98               |
| Molise                | 1                |
| Piemonte              | 105              |
| Toscana               | 3                |
| Trentino-Alto Adige   | 1                |
| Umbria                | 1                |
| Veneto                | 27               |

## Location cinematografiche
- Nel film Arrivano i gatti (1980) con i Gatti di Vicolo Miracoli, gli ultimi venti minuti sono ambientati all'interno d'un ipermercato Silos a Roma, dove volutamente sbagliando, dicono: "sulla Via Cassia"; in realtà, l'ipermercato in questione, è in Via dei Boccabelli a Roma ed è oggi a marchio "Panorama". Nelle inquadrature esterne viene spesso ripresa l'insegna Silos e lo stesso Jerry Calà nomina l'ipermercato in un suo discorso.
- Nel film Sogni mostruosamente proibiti (1982), Paolo Villaggio mentre fa la spesa in un supermercato Silos (oggi Panorama) incontra un'affascinante ragazza bionda identica alla Dalia dei fumetti (la bella eroina degli albi che è incaricato di tradurre e di cui è perdutamente innamorato) che lo coinvolge suo malgrado in un losco intrigo.
- Nel film Da grande (1987), Renato Pozzetto va in un supermercato a fare la spesa. Successivamente quando viene investito, si può notare che nei sacchetti c'è scritto "Supermercati IN's - Nuova gestione". Queste scene, furono girate nel supermercato sito all'interno del centro commerciale Le Terrazze nel quartiere di Casalpalocco in Roma.
- Nel film Il mostro (1994), Roberto Benigni ha l'abitudine di rubare nel supermercato Silos (oggi a marchio "Panorama") di Roma in via dei Boccabelli (via Laurentina).
- Nel film Si fa presto a dire amore (2000), Enrico Brignano trova lavoro come commesso in un ipermercato Panorama di Roma dal quale viene licenziato dopo pochi giorni per coprire i furti di Martha, una ragazza uruguaiana con due figli che versa in gravi difficoltà economiche.